# Fêtes vénitiennes
Fêtes vénitiennes, även kallad Les Fêtes vénitiennes och Dansen, är en oljemålning av den franske konstnären Antoine Watteau. Den målades 1718–1719 och ingår i Scottish National Gallerys samlingar i Edinburgh sedan 1861.
Watteau var banbrytare för det lättsinniga och behagfulla rokokomåleriet. Han skapade en egen genre, fête galante, som kännetecknas av poetiska parklandskap med människor som umgås. Hans bilder innehåller en stämning av dröm och overklighet och underton av melankoli vilken skiljer honom från de efterföljande rokokomålarnas lättjefulla skildringar av aristokrater. 
Dess titel, Fêtes vénitiennes (franska för "Venetianska festligheter"), är känd från Laurent Cars gravyr av motivet från 1732. Den anspelar på den italienska teaterformen Commedia dell'arte som Watteau ofta skildrade. 
Det har antagits att mannen till vänster i orientalisk maskeradkostym är ett porträtt av Watteaus vän, konstnären Nicolas Vleughels, och att den unga damen med glänsande sidenklänning som han dansar en menuett med är målad efter comédie-française-skådespelerskan Charlotte Desmares. Säckpipeblåsaren till höger är sannolikt Watteau själv, klädd i allmogedräkt.
Watteau var vid verkets tillkomst svårt sjuk i tuberkulos och dog två år senare (1721), endast 36 år gammal. 